# Eurico Lara
Eurico Lara (Uruguaiana, 24 januari 1897 - Porto Alegre, 6 november 1935) was een Braziliaanse voetballer. 

## Biografie
Lara speelde zijn hele carrière bij Grêmio. Op 23 september 1935 kreeg hij hartproblemen in een wedstrijd tegen aartsrivaal SC Internacional en werd vervangen, ongeveer anderhalve maand later overleed hij. 